# 八二三派
云南八·二三无产阶级革命大联合指挥部简称八二三派、八派，是云南省文化大革命时期派别。对立面是炮派。

## 历史
1966年8月23日，在北京南下串联队的支持下，一些大专院校（以昆明工学院为主）的造反派学生到省委礼堂集会，提出“炮轰省委、火烧市委”的口号。要求阎红彦出来接见学生。当日，云南省委领导人阎红彦，周兴，孙雨亭等人出来接见学生。史称八二三风暴。
8月26日昆明保守势力成立“昆明地区红卫兵总部”，提出“保卫省委领导”的口号。得到了昆明军区司令秦基伟的支持。
1966年10月20日，昆明工学院成立井冈山八二三战斗团，12月23日井冈山八二三战斗团与11个群众组织联合成立了昆明八二三战斗兵团。
1967年1月2日，昆明工学院八二三战斗兵团，云南大学毛泽东主义炮兵团等100多个群众组织宣布成立昆明地区无产阶级革命派大联合指挥部。
1967年1月22日，以云南大学毛泽东主义炮兵团为主的62个造反派组织正式从昆明地区无产阶级革命派大联合指挥部分裂，另立新云南革命造反派大联合联络站，再改名云南毛泽东主义炮兵团。至此昆明地区八二三派，炮派两大对立组织形成。

## 原始文献
- 风展红旗:《昆明地区无产阶级文化大革命大事记 第一集》1968年 昆明八二三编印